# Pěnice pokřovní
Pěnice pokřovní (Sylvia curruca) je malý zpěvný pták z čeledi pěnicovitých (Sylviidae).

## Taxonomie
Pěnice pokřovní byla popsána Carlem Linném v roce 1748 pod názvem Motacilla curruca. Systematika druhu je však nejasná a počet poddruhů neustálený. Obecně bývají přijímány dva: Sylvia curruca curruca vyskytující se v západní části areálu rozšíření a Sylvia curruca blythi, který se vyskytuje v části východní a oproti nominálnímu poddruhu má poněkud světlejší zbarvení hlavy.

## Popis
- délka: 13–14 cm
- rozpětí křídel: 17–20 cm
- hmotnost: 12–16 g.

Nejmenší pěnice hnízdící v Česku.
Svrchní část těla je šedohnědá, hlava a zátylek šedý, hrdlo bílé a spodina těla špinavě bílá. Končetiny má tmavé a oči hnědé. Obě pohlaví jsou zbarvena stejně.

## Hlas
Vábí krátkým „tet“, varování zní jako „terrrtek“. Zpěv tvoří výrazné „lylylylyl“ předcházené jemným švitořením.

## Rozšíření
Je běžná ve většině Evropy kromě Španělska, západní Francie, části Britských ostrovů, Islandu, severní Skandinávie a většiny Itálie; zasahuje na území západní a střední Asie. Je tažným druhem se zimovišti ve východní Africe a jižní Asii, který se na svá hnízdiště navrací v dubnu. Žije na okrajích lesů, v křovinách a lesících v otevřené krajině, v parcích a zahradách.

## Výskyt v Česku
V České republice hnízdí v počtu 50 000–100 000 párů od nížin až po 1600 m n. m. Populační trend na českém území je mírný vzestup.

## Potrava
Pěnice pokřovní se živí pavouky, hmyzem, jeho larvami a bobulemi.

## Hnízdění

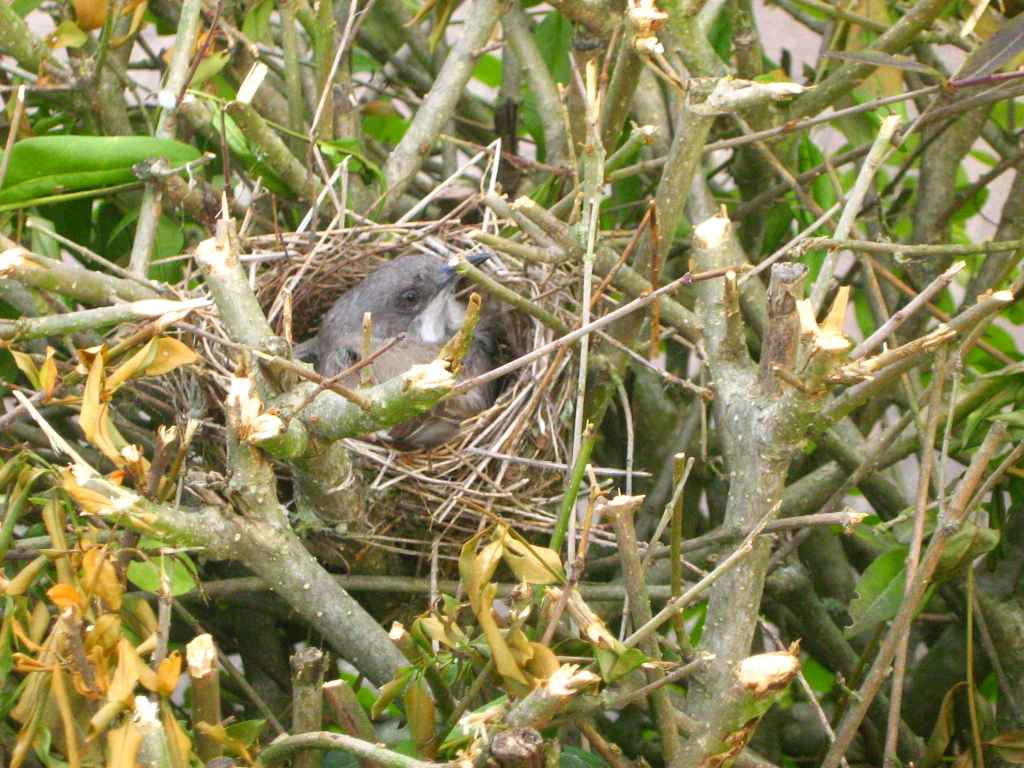
Dospělý pták na hnízdě

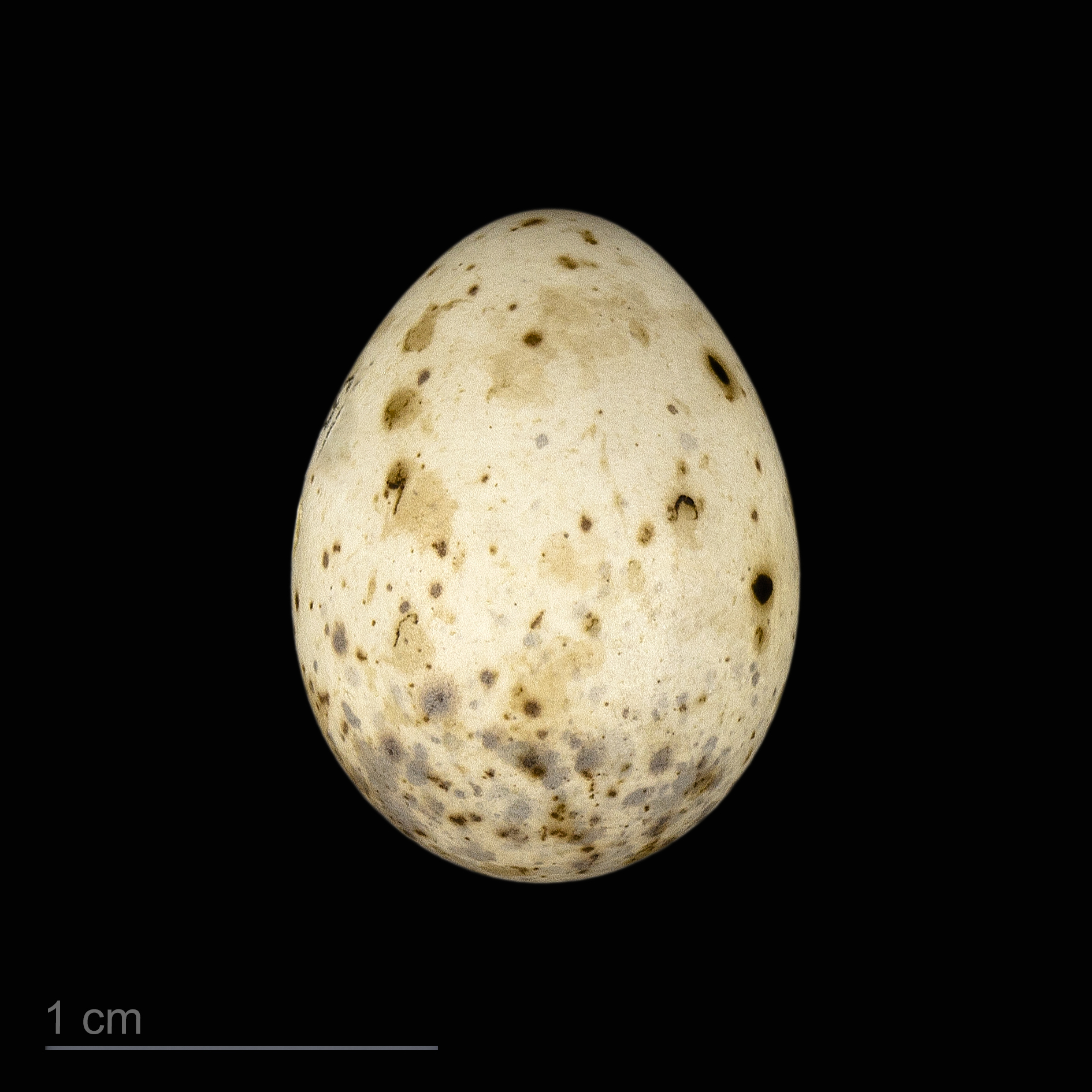
Curruca curruca

Žije velmi skrytě. Pohlavně dospívá ve věku jednoho roku. Ve střední Evropě hnízdí 1× ročně od dubna do srpna. Hnízdo z trávy a kořínků staví obvykle dobře skryté nízko nad zemí v hustých keřích nebo na jehličnatých stromcích. V jedné snůšce bývá 3–5 světlých, 17,0 × 12,7 mm velkých vajec s hnědým skvrněním, na jejichž 11denní až 13denní inkubaci se střídavě podílejí oba rodiče. Mláďata se líhnou neopeřená, slepá, a tudíž na rodičích zcela závislá. Hnízdo opouštějí po 11–14 dnech.